# 收费公路管理条例
《收费公路管理条例》是中华人民共和国的一部行政法规。
2004年9月13日，中华人民共和国国务院总理温家宝公布了《收费公路管理条例》来管理在中国大陆各种公路的收费规矩。这部条例将于2004年11月1日正式施行。
《条例》共6章，66条，分别涉及于行政法规的总则、收费公路建设和收费站的设置、收费公路权益的转让、收费公路的经营管理、法律责任和行政法规的附则。
《条例》规定，在内地的所有高速公路，如果全程距离少于30公里（除城市连接机场的高速公路以外），以及全部由政府投资或者社会组织、个人捐资建设的公路，不能收取通行费，也就是说，它们不能成为收费公路（收费高速公路）。

## 《条例》与高速公路
《收费公路管理条例》规定：高速公路及其他封闭式的收费公路不准在除起终点两端设主线收费站；不过，如果高速公路需要穿过不同行政区域，可以根据确定需要的状况设置收费站。
例：京石高速公路的北京起点收费站在杜家坎，在终点石家庄也有主线收费站，除此以外基本没有任何主线收费站；不过，在京冀区域交叉点有一个收费站（北京南收费站）。
《条例》也说，高速公路应实行计算机联网收费，减少收费站点。
例：京沈高速公路已经成为中国大陆的一个比较完整的联网高速公路。除北京和辽宁以外，这条高速公路的天津、河北段（包括香河，大厂段和玉田以东的段落）及唐津高速公路河北段和唐山環城高速公路已经实行联网收费。